# Фольяно, Лодовико
Лодови́ко Фолья́но или Фолья́ни (итал. Lodovico Fogliano, Fogliani; ок. 1475, Модена — 1542, Венеция), итальянский гуманист — философ, математик, теоретик музыки, композитор.
Автор комментариев к философским трудам Аристотеля (которого читал непосредственно по-гречески) и Аверроэса. Главный философский труд Фольяно «Убежище для колеблющихся» (Refugio de' dubitanti, 1583) утерян.
В трактате «Теория музыки» (Musica theorica; опубликован в Венеции в 1529 году) исследовал природу звука и «музыкальные» числа интервалов, в том числе проблему деления целого тона. Сопроводил математические изыскания ясными графическими иллюстрациями на монохорде; в дидактических целях предлагал использовать два подвижных порожка, чтобы учащийся мог извлекать два звука одновременно (то есть, прослушать гармонический интервал).  
В отличие от «стандартной» пифагорейской традиции выделял два разных целых тона — большой (9:8) и малый (10:9) и три разных полутона — большой (27:25), малый (16:15) и наименьший (25:24). Обе терции – дитон и полудитон –  установил в отношениях 5:4 и 6:5 (соответственно). Деление тетрахорда 10:9, 9:8, 16:15 у Фольяно аналогично твёрдой («синтонной») диатонике Птолемея (см. Роды мелоса), хотя прямой ссылки на Птолемея в этом «новом» тетрахорде нет. Разницу между большим и малым целыми тонами 81:80 Фольяно назвал коммой.
Из музыкальных сочинений Фольяно сохранился кводлибет «Fortuna d'un gran tempo» (на темы популярных мелодий из сборника фроттол Петруччи), и небольшая четырёхголосная месса в стиле фроттолы на неустановленный cantus firmus.

## Трактат
- Musica theorica Ludovici Foliani Mutinensis docte simul ac dilucide pertractata in qua quamplures de harmonicis intervallis non prius tentatae continentur speculationes. Venetiis, 1529; репринты: New York: Broude, 1969; Bologna: Forni, 1970; Ann Arbor, Mich.: University Microfilms International, 1979.
- Электронная публикация: Sectio 1, Sectio 2, Sectio 3
- Musica theorica. Translated with introductory notes by J.S. Harrison. Dissertation. Harvard University, 1962 (англ. перевод)